# ووادیسواف ریمونت
ووادیسواف ریمونت (به لهستانی: Władysław Reymont ؛  ‏ تلفظ لهستانی: [vwaˈdɨswaf]؛ ‏۷ مه ۱۸۶۷ – ۵ دسامبر ۱۹۲۵) رمان‌نویس لهستانی و برندهٔ جایزه نوبل ادبیات سال ۱۹۲۴ بود. بهترین و شناخته شده اثر او رمان چهار جلدی خرده‌دهقانان (Chłopi) است.
این رمان که وقایع غم‌انگیز در زندگی یک خانواده دهقان را به‌تصویر می‌کشد، شاهکار ریمونت به حساب می‌آید و تاکنون به اکثر زبانهای زندهٔ دنیا ترجمه شده‌است.

## ترجمه به فارسی
روشن وزیری رمان سرزمین موعودِ ریمونت را به فارسی ترجمه کرده‌است.

## گزیده آثار
- Pielgrzymka do Jasnej Góry (A Pilgrimage to Jasna Góra, 1895)
- Komediantka [pl] (The Deceiver, 1896)
- Fermenty (Ferments, 1897)
- Ziemia obiecana (The Promised Land, 1898)
- Lili : żałosna idylla (Lily: A Pathetic Idyll 1899)
- Sprawiedliwie (Justly, 1899)
- Na Krawędzi: Opowiadania (On the Edge: Stories, 1907)
- Chłopi  (The Peasants, 1904–1909), Nobel Prize for Literature, 1924
- Marzyciel (The Dreamer, 1910),
- Rok 1794 (1794, 1914–1919)
  - Part I: Ostatni Sejm Rzeczypospolitej (The Last Sejm of the Republic)
  - Part II: Nil desperandum!  (Never Despair!)
  - Part III: Insurekcja (The Uprising), about the Kościuszko Uprising
- Wampir – powieść grozy (The Vampire, 1911)
- Przysiega (Oaths, 1917)
- Bunt (The Revolt, 1924)